# Ricard Bofill i Leví
Ricard Bofill i Leví (Barcelona, 5 de desembre de 1939 – 14 de gener de 2022) fou un arquitecte i urbanista català, de reconeguda fama mundial. Va ser un dels principals impulsors de l’arquitectura catalana de la segona meitat del segle xx i és considerat com un dels màxims representants de l'estil postmodern de l'arquitectura contemporània. És germà de l'arquitecta Anna Bofill.

## Biografia

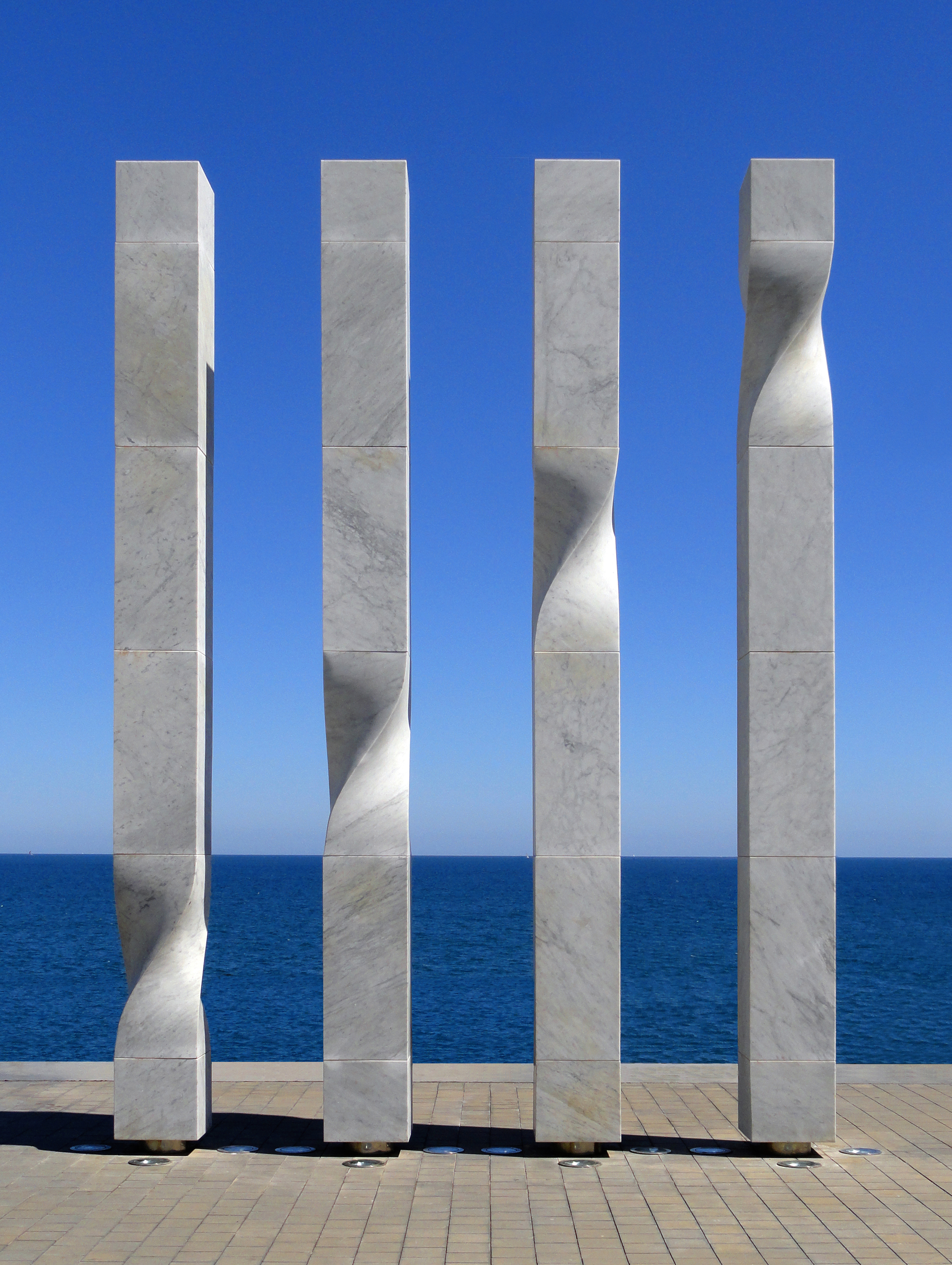
Les quatre barres de la senyera catalana, circa 2010, Hotel W Barcelona, plaça de la Rosa dels Vents 1, Barcelona. La Senyera Reial fou la senyera privativa i històrica dels reis d'Aragó i comtes de Barcelona; és la translació vexil·lològica del Senyal Reial, altrament dit senyal dels Quatre Pals.

Fill de Maria Levi i Emili Bofill i Benessat, va néixer a Barcelona i va estudiar a l'Escola Virtèlia.
Abans de dedicar-se exclusivament a l’arquitectura, fou un membre destacat del moviment de renovació cinematogràfica de l'Escola de Barcelona. Va participar en el primer film de Vicente Aranda, Brillante porvenir, i, com a director, en el curt Circles (1966). Posteriorment, va dirigir Esquizo (1970), que presentà com a “assaig fílmic” entorn de la frontera entre creativitat i follia i que signà el Taller d’Arquitectura fundat per ell.
Format a l'Escola Tècnica Superior d'Arquitectura de Barcelona, d'on va ser expulsat el 1957 per les seves activitats polítiques (era membre del PSUC). A continuació, va marxar a Suïssa i va prosseguir els seus estudis a la Universitat de Ginebra. El 1961 va crear el Taller d'Arquitectura, amb un equip d’arquitectes, dissenyadors i intel·lectuals, com l'escriptor J. A. Goytisolo i el filòsof Xavier Rubert de Ventós, que va influir en la renovació de l’arquitectura i l’urbanisme els anys seixanta. Amb aquest equip de professionals, Bofill va abordar projectes de diferent naturalesa en diverses parts del món, adaptant-los a les realitats culturals locals.
Els seus primers projectes uneixen una originalitat no exempta d'efectisme, amb la valoració expressionista dels elements constructius i serials, aspectes que posteriorment incorporà a una concepció basada en el classicisme. Entre les seves primeres obres arquitectòniques destaquen El Xanadú (Calp, 1968), El Castell (Sitges, 1969) i la Muralla Roja (Calp, 1972-74). El Barri Gaudí (Reus, 1969-70) i el projecte de La ciutat en l'espai (Madrid, 1969) constitueixen un primer intent de revisió del concepte racionalista del bloc d’habitatges, intent que va anar actualitzant posteriorment.
Bofill és un dels màxims representants de l'estil postmodern de l'arquitectura contemporània. En els seus dissenys manté les línies clares de l'estil modern, però abandona les formes fredes que caracteritzen altres tendències modernes. Això ho aconsegueix incorporant als seus edificis elements clàssics, com arcs o columnes, que a l'observador li resulten familiars i comprensibles. Bofill és autor d'una extensa obra teòrica, i entre els seus llibres destaquen Espai i vida, La ciutat de l'arquitecte i El dibuix de la ciutat.

## Reconeixements
Bofill va rebre nombrosos premis i reconeixements: el 1963 va rebre el premi FAD de disseny i, el 1964, el premi ADI-FAD d’arquitectura. El 1980 va rebre el premi Ciutat de Barcelona per la reconversió d’una fàbrica de ciment en estudi d’arquitectura. El 1985 va ser triat membre honorari de l'Institut Americà d'Arquitectes. L'any 1993 va rebre la Creu de Sant Jordi concedida per la Generalitat de Catalunya. És doctor honoris causa per la Universitat de Metz, França (1995), membre honorari de l'American Institute of Architects (AIA) (1985), Oficial de l'Orde de les Arts o les Lletres (Ministeri de Cultura, França, 1988) i doctor honoris causa per la Universitat Politècnica de Catalunya, Barcelona (2021). Fou membre del jurat del Premi Internacional Catalunya.

## Obres representatives
- Hotel Vela (Port de Barcelona), 2008[7]
- Nexus II (Universitat Politècnica de Catalunya, Barcelona), 2006[7]
- Seu de l'empresa JP Morgan (Chicago), 2003
- Seu principal de Cartier (París), 2003
- Parque del Manzanares (Madrid), 2003[7]
- Palau d'Exposicions i Congressos de la Corunya, 2003
- Edificis del Consorci de la Zona Franca i SABA (Barcelona), 2002
- Edifici Shiseido (Tokio), 2002[7]
- Auditori Miguel Delibes (Valladolid), 2001[7]
- Corso, Praga (República Txeca), 2000
- Conjunt d'habitatges Weidert (Luxemburg),1999
- Torres Casablanca Twin Center (Marroc),1999
- Atrium Saldanha (Lisboa), 1998
- Teatre Nacional de Catalunya (Barcelona), 1997[7]
- Palau Municipal de Congressos de Madrid, 1993[7]
- Edifici d'oficines ACIMO (Barcelona), 1993
- Ampliació de l'Aeroport de Barcelona (Barcelona), 1988-1991[7]
- INEFC Barcelona, 1987-1991[7]
- Escola de Música Shepherd (Houston), 1988
- Jardí del Túria (València), 1988
- Caves de Château Lafite (Pauillac, Bordeus, França), 1986-1988
- Complex residencial Les Colonnes Belvédère Saint-Christophe (París), 1986
- Les Temples du Lac, París, 1986
- La Place du Nombre d'Or, Montpeller (França), 1984
- Los espacios de Abraxas, París (França), 1982[7]
- Conjunt urbà Antigone (Montpeller, França)1978-2000
- Santuari de Meritxell, Andorra, 1974[7]
- Edifici d'apartaments Walden 7, Sant Just Desvern (Barcelona), 1974[7]
- Edifici d'apartaments La Muralla Roja (Calp), 1973[7]
- Can Bofill (Mont-ras), 1973
- Castell de Kafka (Urbanització Vallpineda, Sitges), 1968[7]
- Edifici d'habitatges al carrer de Nicaragua 97-99 (Barcelona), 1964-1965[5]
- Edifici d'habitatges al carrer de Johann Sebastian Bach, 28 (Barcelona), 1962-1963[5]
- Casa per a Àngels Bofill (Eivissa), 1960

## Galeria

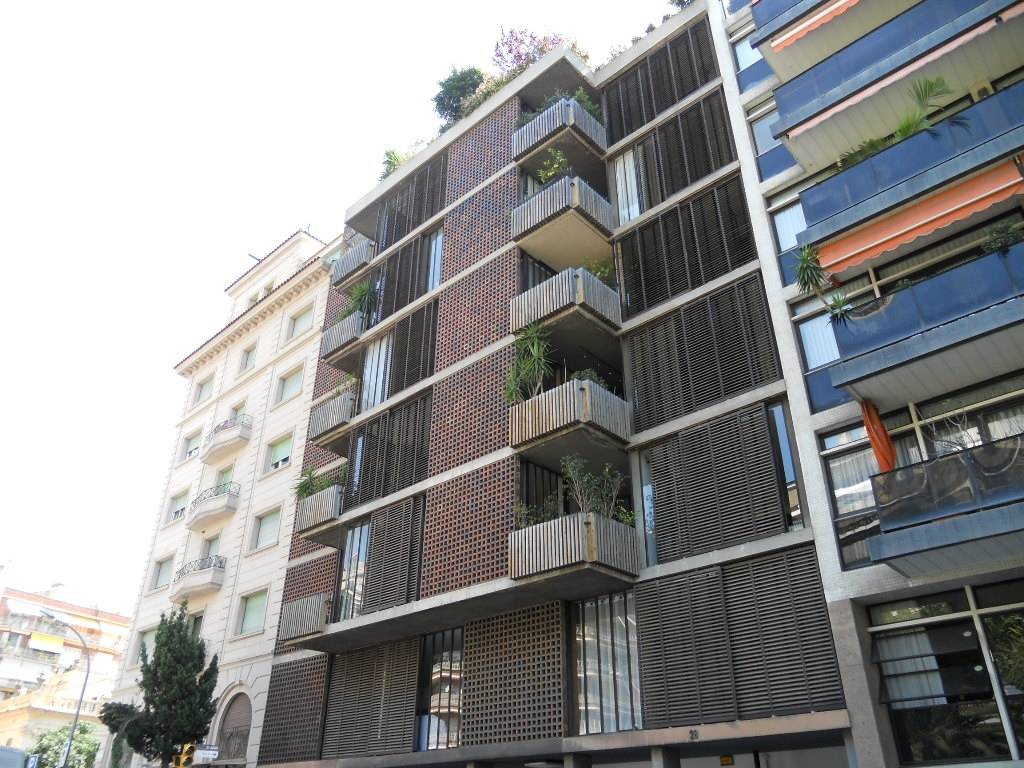
Carrer Johann Sebastian Bach 28, Barcelona (1963)
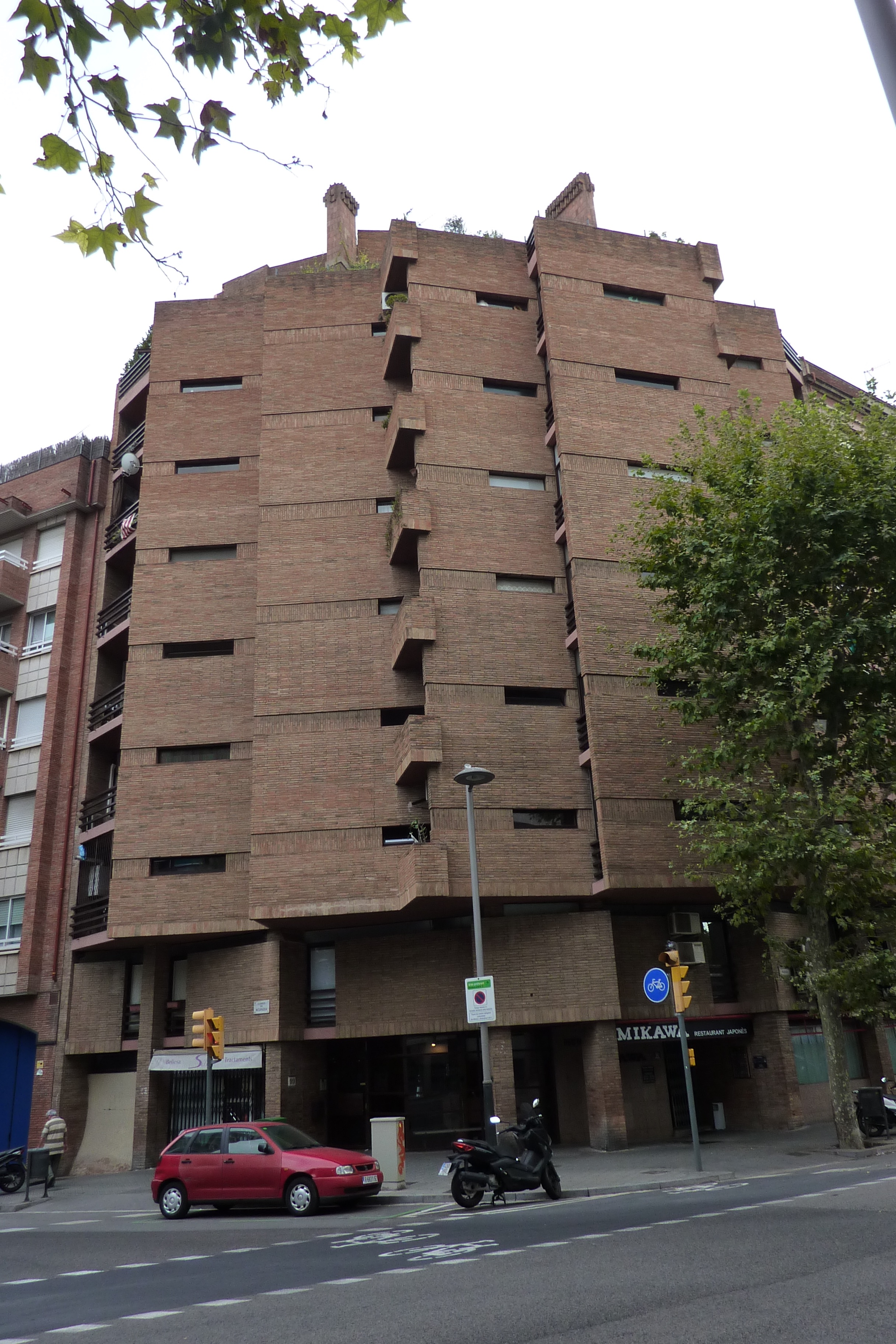
Carrer Nicaragua 97–99, Barcelona (1965)
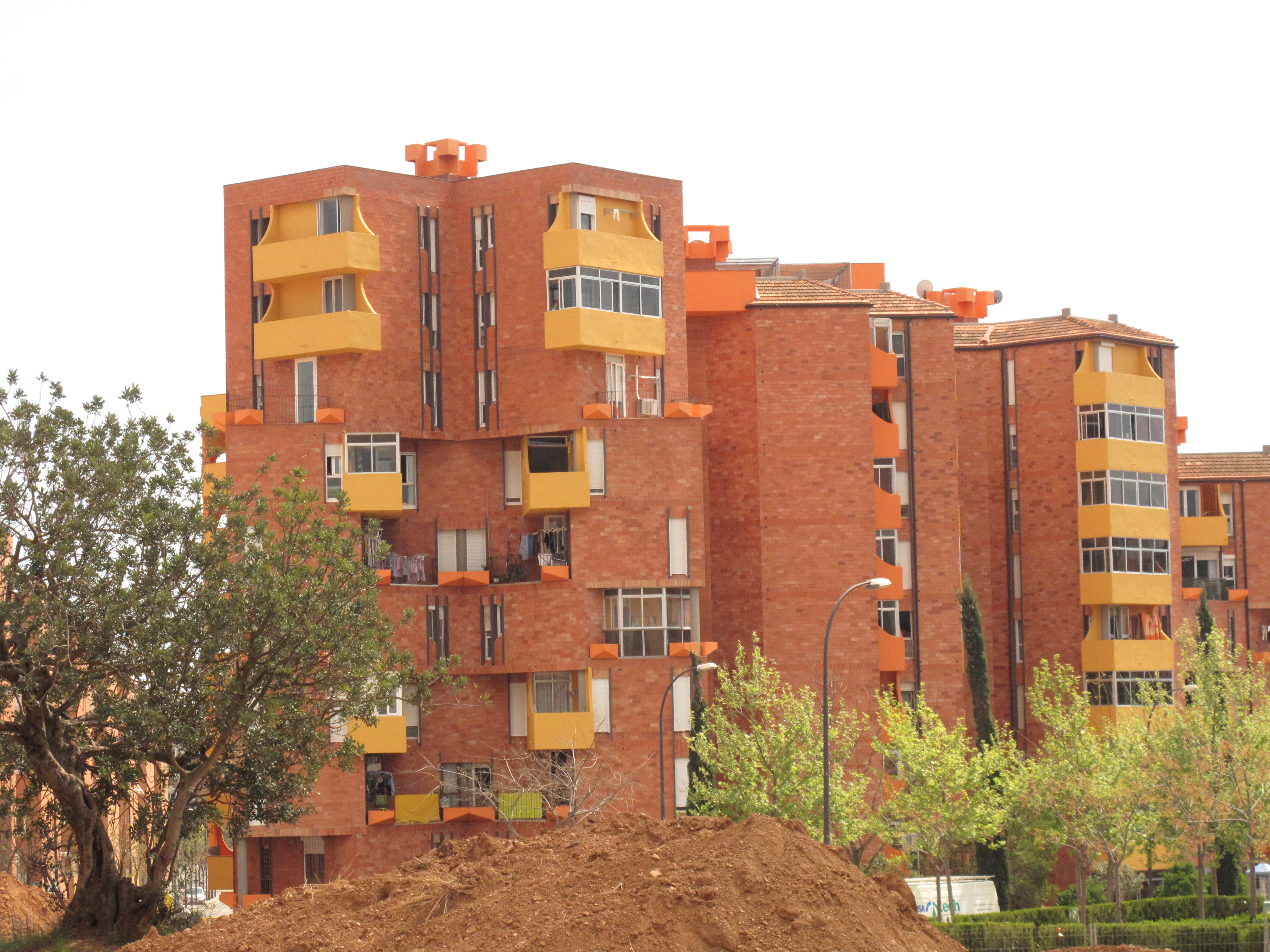
Barri Gaudí, Reus, Catalonia (1970)
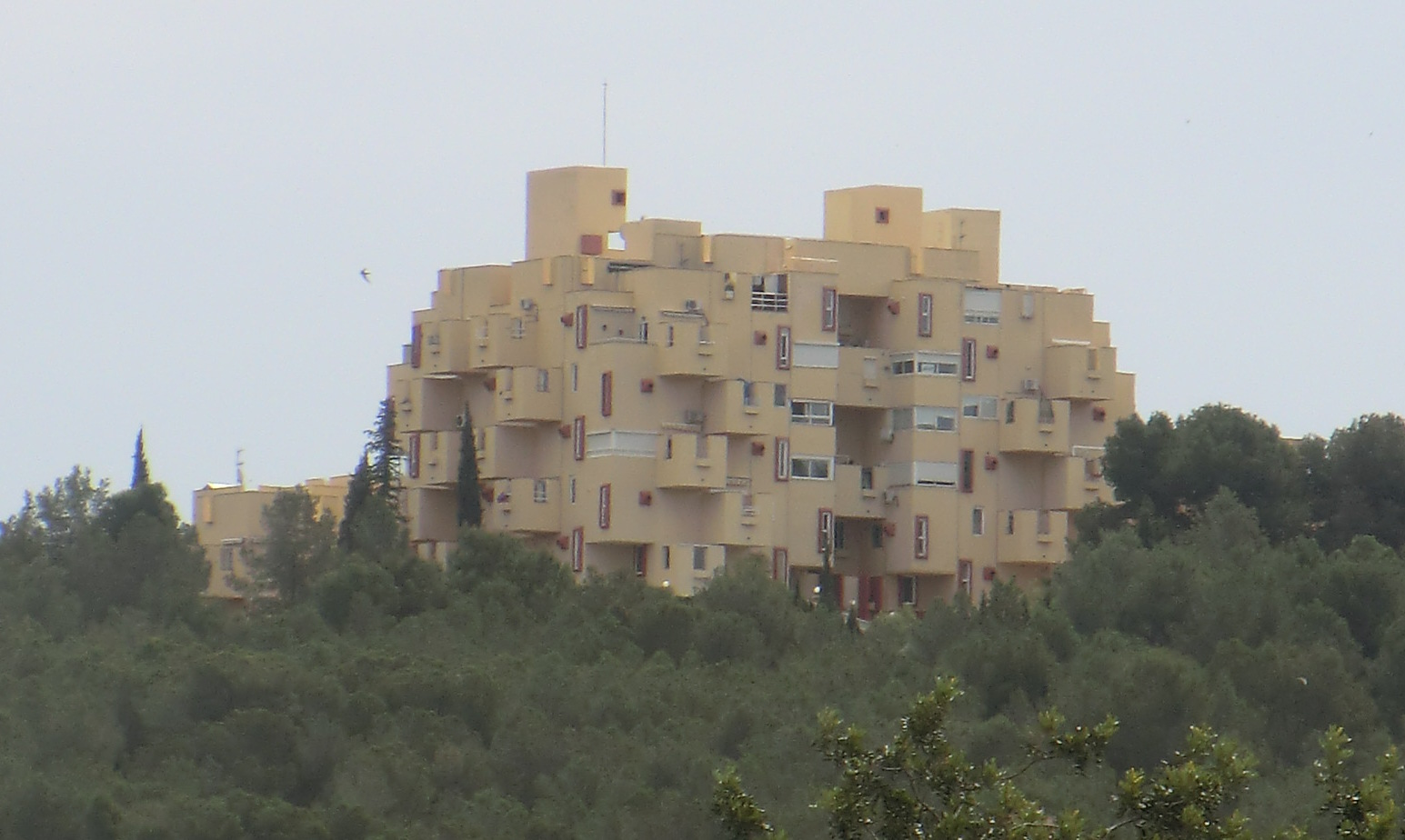
Apartaments El Castell, Sant Pere de Ribes
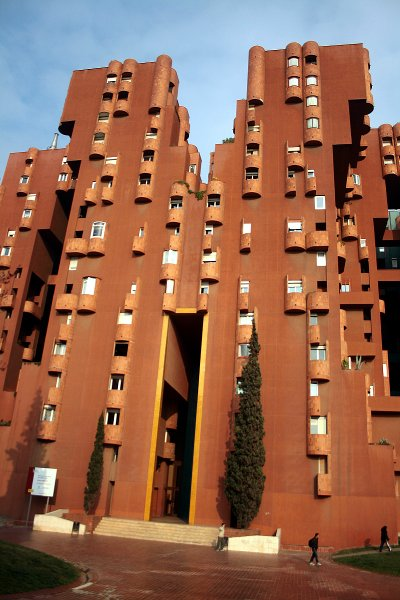
Walden 7, Sant Just Desvern (1974)
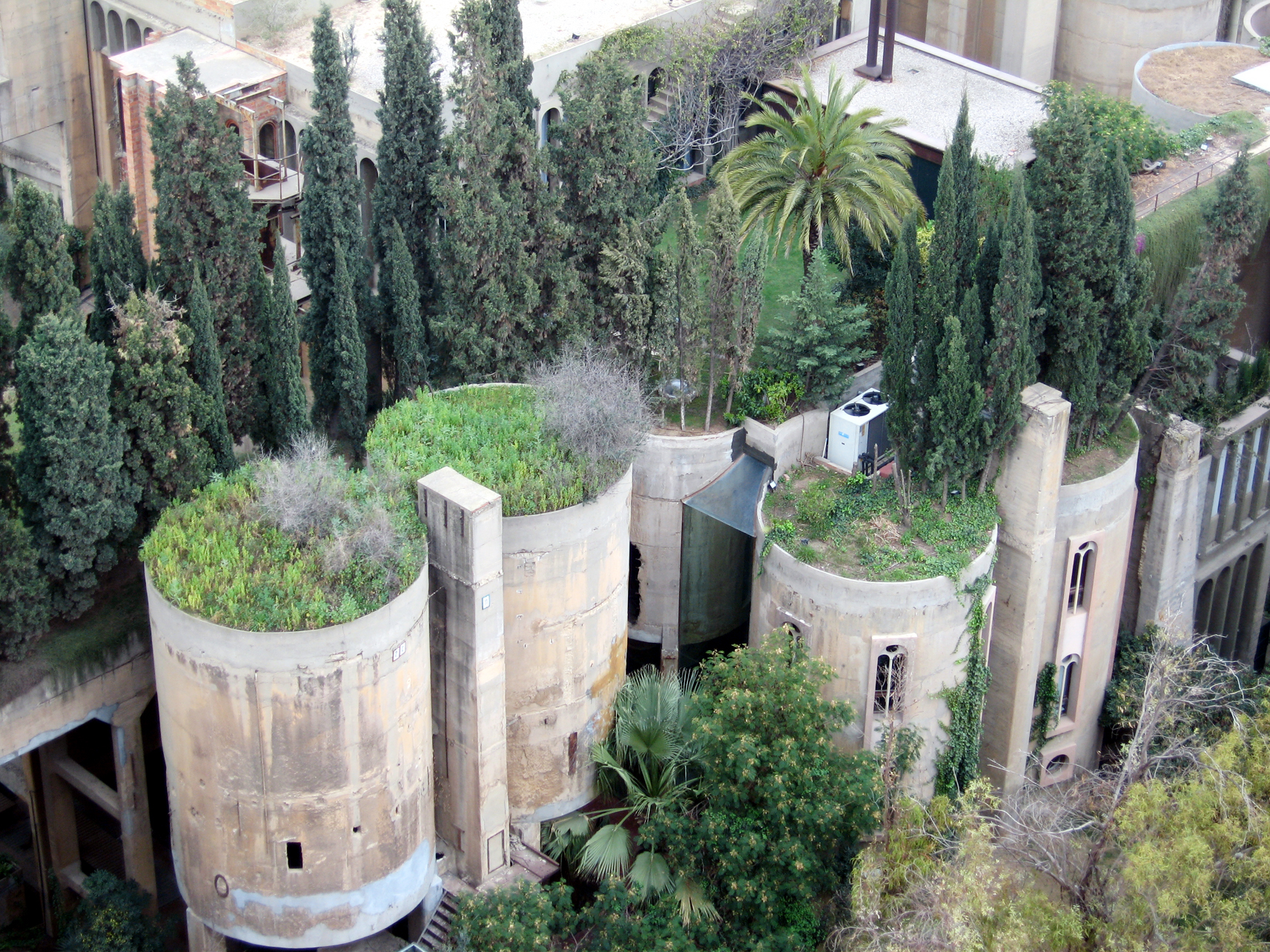
Taller de Arquitectura, Sant Just Desvern (1970s)
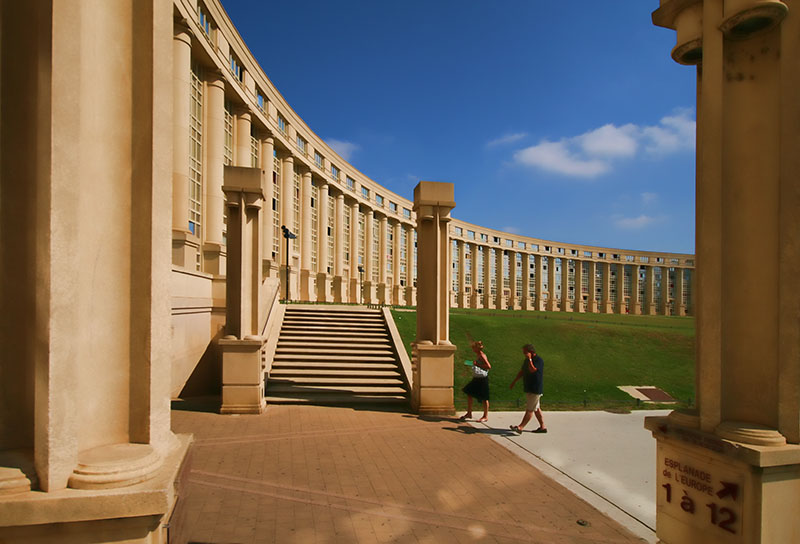
Esplanade de l'Europe, Montpeller (1980s)
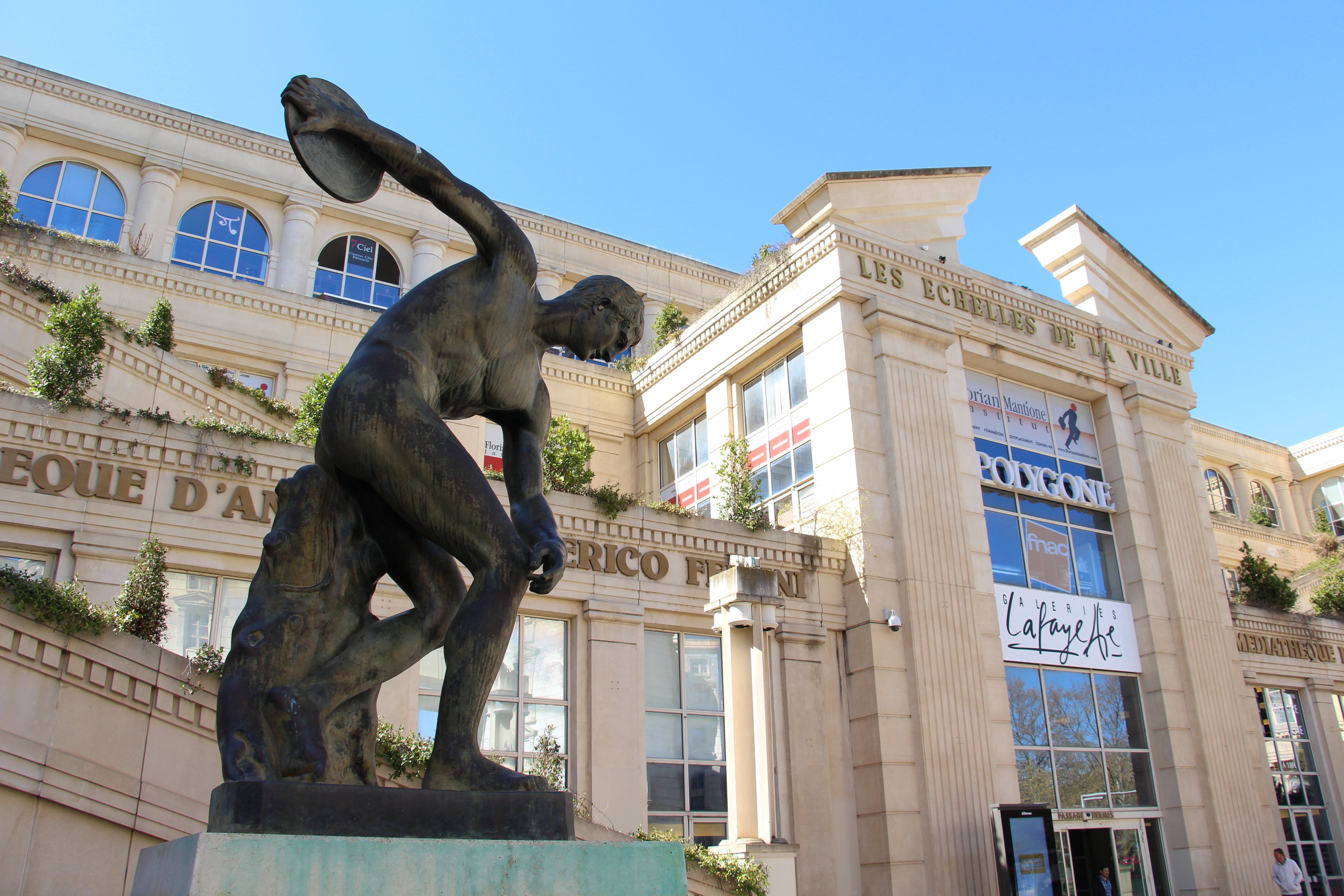
Les Échelles de la Ville, Montpeller (1987)
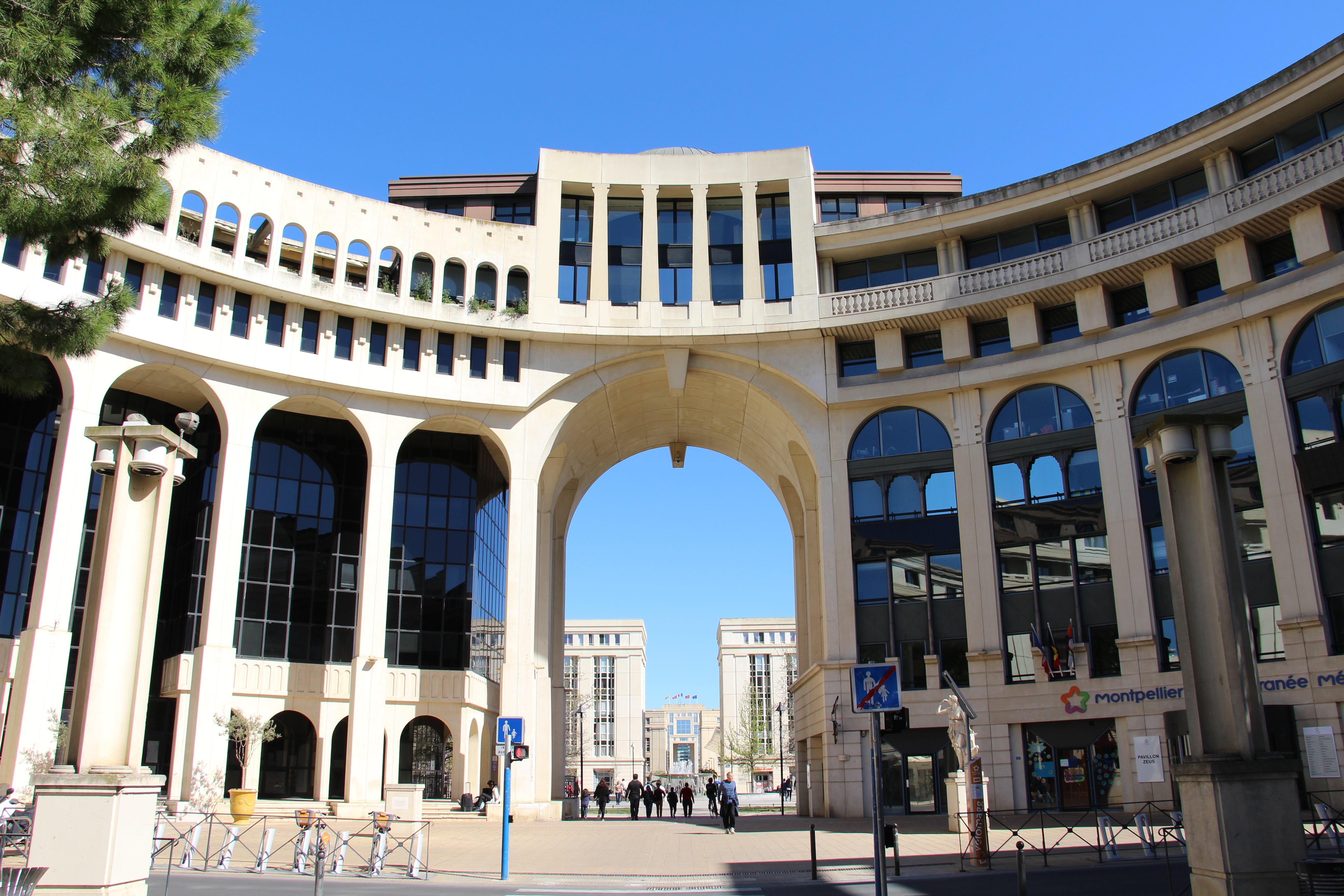
Communauté d'Agglomération, Montpellier (1991)
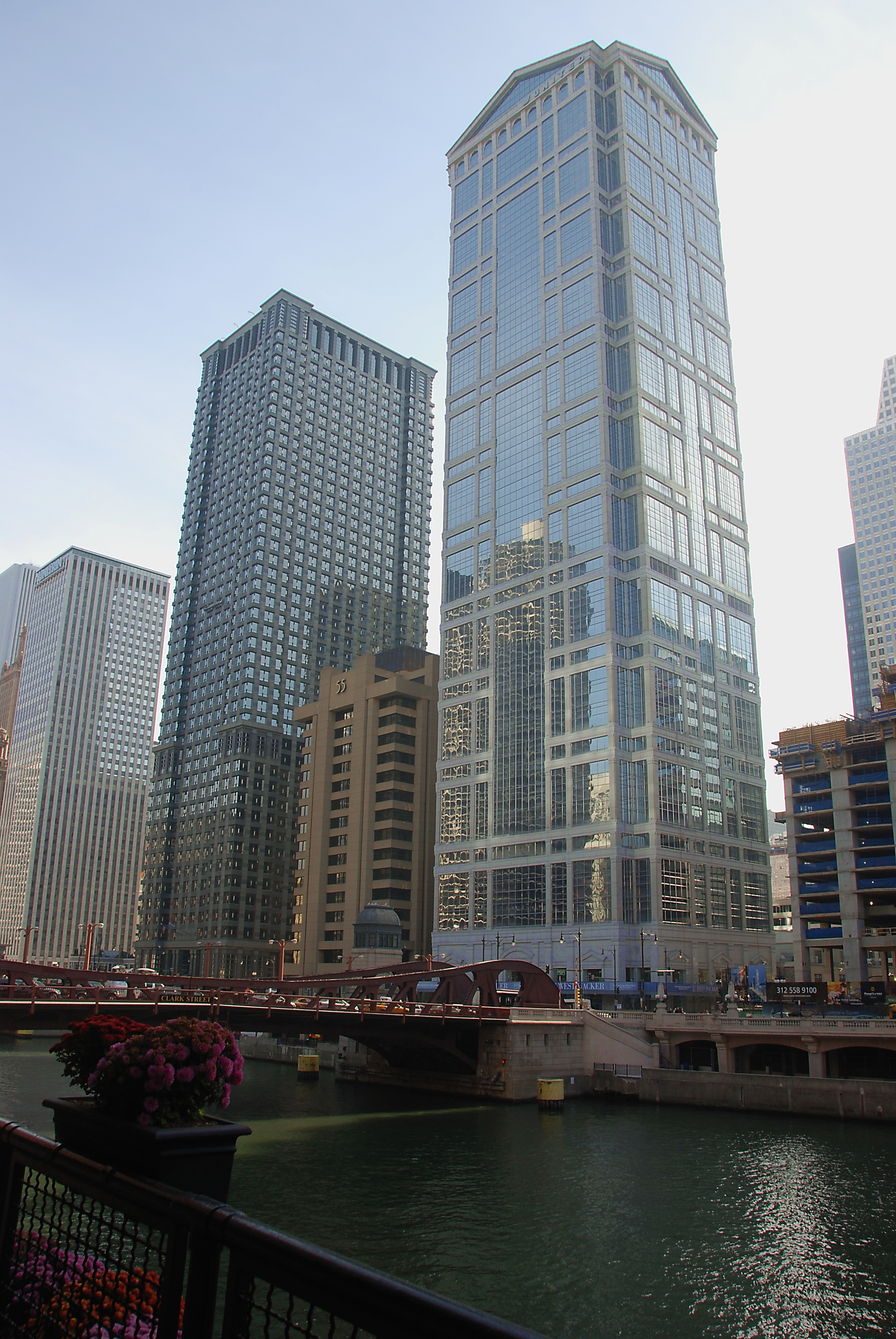
77 West Wacker Drive, Chicago (1992)
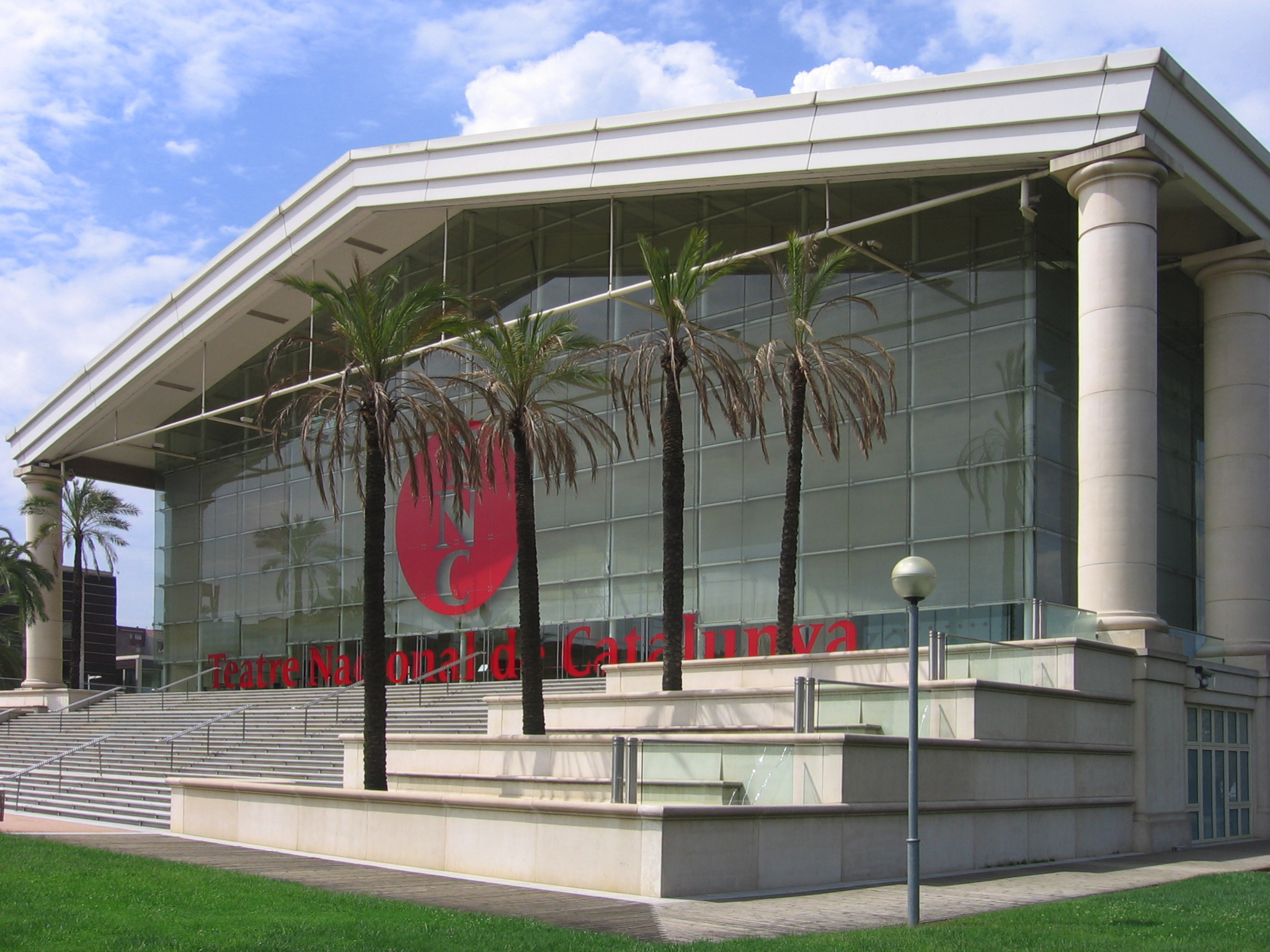
Teatre Nacional de Catalunya, Barcelona (1996)
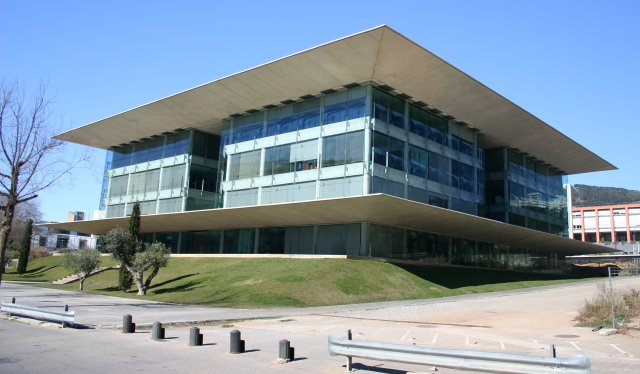
Edifici Nexus II, UPC Campus Nord, Barcelona (2002)
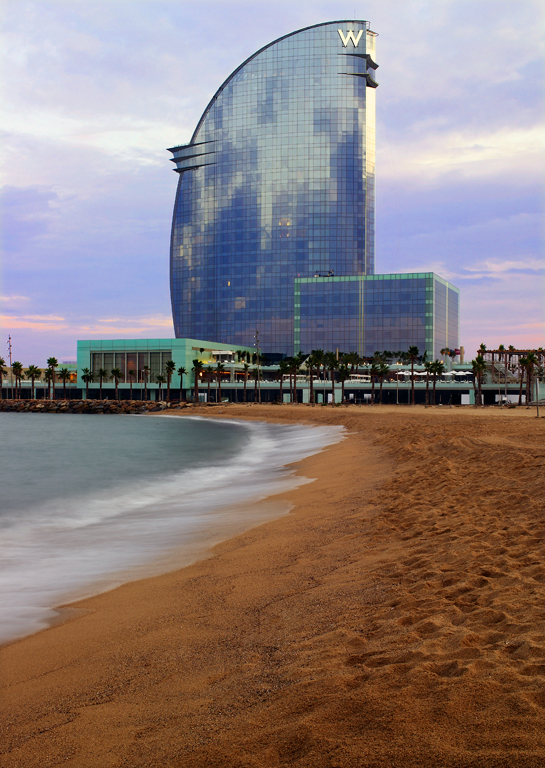
W Barcelona (2009)